# Synapsis ochii
Synapsis ochii là một loài bọ cánh cứng trong họ Bọ hung (Scarabaeidae).